# Галактионова, Вера Григорьевна
Вера Григорьевна Галактионова (урождённая Павликова; 18 сентября 1948, Сызрань Куйбышевской области) — русская писательница.

## Биография
Окончила школу в селе Павловка Ульяновской области. Училась на историческом факультете Уральского педагогического института, в 1986 году окончила семинар прозы В. Рослякова, А. Приставкина в Литературном институте имени А. М. Горького.
В 1980-е годы жила в Казахстане, впоследствии переселилась в Москву. Работала разъездным корреспондентом, собкором областных, республиканских газет в Уральске, Аркалыке, с. Крутиха Алтайского края, Алма-Ате, Караганде, Москве, старшим редактором Уральской студии телевидения, советником государственной службы Министерства культуры Российской Федерации. Член Союза писателей России с 15.01.1987. Живёт и работает в Москве.
Литературная известность к ней пришла после публикации в 2002 году в журнале «Наш современник» повести «Со всеми последующими остановками». Сборник прозы «Крылатый дом» попал в шорт-лист премии «Национальный бестселлер», однако на итоговом голосовании никто из членов жюри под председательством Тины Канделаки за книгу не проголосовал. Писательница объяснила это тем, что она отказалась изображать русского человека как горького пьяницу, сопливого урода и опустившуюся рвань: «Да, на смену „плачущему“ русскому герою, занимающемуся исключительно похоронами России, я выставляю иной тип людей. Они, чаще всего, красивы, дерзки, умелы, отважны — даже в трагичности, даже в нелепости своих судеб». Позже основному произведению этой книги (роману «На острове Буяне») жюри под председательством Святослава Бэлзы присудило Бунинскую премию (2013).
В публицистике обращается к проблемам Карлага, Чернобыля, Нагорного Карабаха, занимается исследованием раскола русского духовного, религиозного, единства, механизмов развала Советского Союза, исторических и современных причин дробления общества, вопросами его консолидации на постсоветском пространстве.
Произведения В. Галактионовой рассматривались и обсуждались критиками и литературоведами разных стран в докладах и выступлениях на международных литературных конгрессах и научных конференциях в Москве (Россия), Кембридже (Великобритания), Кракове (Польша), Варшаве (Польша), Астане (Казахстан), Париже (Франция), Сеуле (Южная Корея), Шумене (Болгария), Минске (Беларусь), Херсоне (Украина), Ульяновске (Россия), Армавире (Россия), Краснодаре (Россия), Ставрополе (Россия), Калининграде (Россия).
Член Высшего Творческого Совета Московской писательской организации.

## Премии
- Лауреат Международной премии имени Ивана Шухова за лучший роман года («Зелёное солнце», 1989).
- Лауреат Международной премии имени Андрея Платонова по прозе (2002).
- Лауреат Международной Литературной премии имени Антона Дельвига по прозе. Финалист Всероссийского конкурса «Национальный русский бестселлер» (2004), («Крылатый дом», роман, повести, рассказы).
- Лауреат Международной Литературной премии имени Александра Невского «России верные сыны и дочери» (роман «Пять четвертей накануне тишины», 2006) с вручением Золотой именной медали.
- Финалист Международной литературной премии имени Льва Толстого «Ясная поляна» (роман «На острове Буяне», роман «5/4 накануне тишины», 2003, 2007).
- Лауреат премии журнала «Наш современник» за лучшие публикации года («Создание новой элиты. Творчество и политика», № 7, «Мятежная лампада века. К 180-летию со дня рождения Л. Н. Толстого», № 9, 2008, с. 279—285.
- Дипломант Международного Форума «Золотой витязь» за повесть «Мы будем любить» («Золотой диплом», 2011).
- Лауреат Международного конкурса Лиги писателей Евразии «Литературный Олимп» за роман «Спящие от печали» (2011)
- Финалист Международной литературной премии имени Ивана Бунина («Спящие от печали»), 2011.
- Лауреат Международной литературной премии имени Ивана Бунина (роман «На острове Буяне») 2013.

## Книги
- «Окно, распахнутое в мир», сборник повестей и рассказов. Изд. «Жалын», Алма-Ата, 1984, с. 80 — 119.
- «Не боюсь гиппопотама», стихи. Изд. «Жалын», Алма-Ата, 1984,
- «Шаги». Повести и рассказы. Предисловие Василия Рослякова. Изд. «Жалын», Алма-Ата, 1985, 280 с.
- «Зелёное солнце», роман. Изд. «Жазушы», Алма-Ата, 1989, 304 с.
- «По мосту — по мосточку», повести и рассказы. Изд. «Жалын», Алма-Ата, 1991, 240 с.
- «Менетекелфарес», киносценарий (по мотивам повести В. Набокова «Король, дама, валет»), 1992.
- «Слова на ветру опустевшего века». Повести, рассказы, очерки. Изд. «Московский писатель». Москва, 2000, 515 с.
- «Крылатый дом», роман, повести, рассказы. Изд. «Андреевский флаг», Москва, 2003, 575 с.
- «Личное дело», Александр Михайлов, предисловие и литзапись В. Галактионовой. Изд. «Алгоритм», Москва, 2003, 237 с.
- «Личное дело», Александр Михайлов. Литературная запись, предисловие В. Галактионовой. Изд. «Алгоритм», «Эксмо». Переиздание. Москва, 2004, 222 с.
- «2006 год России в Китае». Сборник произведений российских писателей в переводах на китайский язык. Повесть «Большой крест», «Слово о долларах». 2006, Шанхай.
- «Мы будем любить». Повесть. «Московский год прозы». Изд. Дом «Литературная газета», 2010, с. 86-118.
- «Спящие от печали». Роман, повести. Лучшая проза из Портфеля «Литературной газеты». Изд. АСТ «Астрель», Москва", 2011, 606 с.
- «На острове Буяне». Роман. Изд. ИТРК, Москва, 2013, 272 с.
- Собрание сочинений в трёх томах. Проза. Публицистика. Изд. «Русскій Міръ», Москва, 2014—2015.
- Собрание сочинений в трёх томах. Проза. Публицистика. Изд. «КМК», Москва, 2018. (Том I. «Восстание праха», 655 с. Том II. «От четырёх ветров приди», 702 с. Том III. «Чаша врагу», 607 с.)

## Публикации в периодике
- «Приезд», рассказ. Русско-болгарский журнал «Дружба», Москва — София, 1985, с. 64-67.
- «Зеркало», рассказ. Журнал «Юность», Москва, 1986, с. 89-90.
- «Планида», «Трескуча трава». Журнал «Даугава», Рига, 1991, 1992.
- «Это был Шулмусы». Повесть. Журнал «Даугава», № 3, 1993, с. 63-82.
- «Это был Шулмусы». Повесть. Журнал «Московский вестник» № 3, 4, 1993.
- «Вдовы», рассказ. Журнал «Берегиня». Москва, 1999.
- «Со всеми последующими остановками», повесть. Журнал «Новая Россия» № 2, Москва, 2000, с. 58-64, 86-95.
- «Мы будем любить», повесть. Журнал «Проза», Москва, 2000 г.
- «Большой крест», повесть-сказ. Журнал «Москва», Москва, 2001, с. 6-33.
- «Приезд», рассказ. Платоновский сборник «Умное сердце». Москва, 2002, с. 132—138.
- «Трескуча трава». Избранные рассказы журнала «Проза» «Ветер текущих дней», Московская городская писательская организация, Москва, 2003, с. 60-71.
- «Сызран — чудной город», сказы. «Роман-журнал XXI век» № 2 2003, Москва, с. 70-81.
- «На острове Буяне», роман. Журнал «Наш современник», № 7 (с. 3-63), № 8 (с. 7-76), 2003, Москва.
- «5/4 накануне тишины», роман. Журнал «Москва», № 11 (с.12-117), № 12 (с.54-159), 2004,, Москва.
- «Спящие от печали». Журнал «Наш современник», № 3, 4 (53-105), 2010.
- «Мы будем любить». Повесть. Сборник «Московский год прозы». Изд. Дом «Литературная газета», 2010, с. 86-118.
- «Зона ветров». Повесть. Журнал «Родная Кубань», № 3, 2018.
- «Зона ветров». Повесть. Журнал «Москва», № 10, 2018.
- «Закон». Рассказ. Журнал «Гостиный двор». № 6, 2018.

## Статьи, эссе
- «Путеводительница всех русских в рассеянии». «Роман-журнал XXI век», № 12, Москва, 2001, с. 114.
- «Чёрная быль — Белая Русь», эссе. Журнал «Молодая гвардия» № 10, Москва, 1998, с.139-165.
- Яснополянские писательские встречи. 1999 год. Проза. Статьи. Выступления. Дискуссии. Литературные эссе. Тула. Изд. Дом «Ясная Поляна». с. 90-94, 131.
- «Одиночество, вместившее великие кривды России». Выступление. Журнал «Яснополянские писательские встречи. Проза. Статьи. Выступления. Дискуссии. Литературные эссе». Тула. Изд. Дом «Ясная Поляна». 2000, с. 58-66.
- «Народ, разделённый в доме своём», эссе. Журнал «Молодая гвардия», Москва, 2001,
- «Одиночество, вместившее великие кривды России». Исследование мировоззрения Л. Н. Толстого. Журнал «Молодая гвардия», Москва, 2002,
- Vera G. Galaktionova. Heroes of the New Literature: Spokespersons of National Interests or an Ideology of Globalization? Writing for Peace. Seoul Selection. 2006, с. 583—593.
- «Новый литературный герой: выразитель интересов своего народа или идей глобализации?». Выступление на 2-м Сеульском международном форуме литераторов «Писательство для мира». Журнал «Наш современник», № 1, 2006, Москва, с. 281−286.
- «Мятежная лампада века». К 180-летию со дня рождения Л. Н. Толстого. Журнал «Наш современник», № 9, 2008, Москва.
- «Русское Слово и мировой Ordnung». Газета «Завтра», № 58, 2010, Москва.

## Интервью
- «Создание новой элиты. Творчество и политика». Журнал «Наш современник», № 7, 2008.
- «В зоне повышенного риска». Журнал «Москва», № 9, 2008.
- «Пьедестал тельца». Газета «Завтра», 2012.
- «Может ли русский быть счастливым?» Литературная газета, № 39, 2014.
- «Стояние в правде» Родная Кубань, #3, 2018.
- «Стояние в правде», газета «Завтра» № 37, 19 сентября 2018.

## Переводы
- А. Тарази. «Двор Акберды», «Сарманкул», повести . Авторизованный перевод с казахского. Изд. «Жалын», журнал «Простор», Алма-Ата, 1991.
- А. Тарази. «Путь к чёрной звезде», роман. Авторизованный перевод с казахского. Изд. «Жалын», Алма-Ата, 1991—1993.
- Улугбек Есдаулетов. «Не спрашивайте время у поэтов». Перевод стихотворений «Зайсан», «Старик. Сенокос», «Туман», «Март», «Пейзаж», «Одеяние природы», «Письмо», «Рояль». Издательский Дом Олжаса. Алма-Ата, 2013.

## Статьи о творчестве
- Владимир Ермаченков, «Не теряя веры». Журнал «Простор» № 7-8, 1990, Алма-Ата.
- Виктор Бадиков, «Искупление». Журнал «Простор» № 7-8, 1990, Алма-Ата.
- Инна Филимонова, «Жизнь другая, моя — не моя…». Журнал «Простор» № 7-8, 1992, Алма-Ата.
- Владимир Винников, «Прекрасный знак беды». Журнал «Наш современник», № 8, 2001, Москва, с. 285—288.
- Владимир Винников, «Галактика Галактионовой». Газета «Завтра» № 52, 2001, с. 8.
- Александр Варакин, «Да наполнится век». Газета «Высокая печать», декабрь 2001, Москва.
- Сергей Куняев. «Беззаконная комета». Журнал «Москва», апрель 2002, с. 207—215, Москва.
- Ольга Воронина. «Слова на ветру опустевшего века», «Литературная газета», № 33, 2002, Москва.
- Сергей Куняев. «Умрёт Толстой. Что тогда?», журнал «Всерусский Собор», № 1, 2004, с. 323—338.
- Сергей Куняев. «Умрёт Толстой. Что тогда?», журнал «Наш современник», № 1, 2004, с. 262—277), Москва.
- Александра Баженова. Новые книги России. «Необычная проза», журнал «Волга», № 3-4, 2004, Саратов, с. 257—260.
- Святая Русь. Большая энциклопедия русского народа. Под ред. О. А. Платонова, том «Русская литература», с. 226—227.
- Алла Большакова. «Новая волна в современной прозе». Газета «Российский писатель» № 1, январь 2005, с. 5.
- Капитолина Кокшенёва. «О необходимости защищать границы». Газета «Российский писатель» № 1, январь 2005, с. 3.
- Игорь Блудилин-Аверьян. «По восходящей, по нисходящей». Журнал «Российский колокол» № 1, 2005, с. 89-95.
- Руслана Ляшева. «Все флаги рвутся в гости к нам. Поживиться». Газета «День литературы» № 3, март, 2005, с. 8.
- Наталья Данилова. "Откровение современности. В. Г. Галактионова. «5\4 накануне тишины» Москва, 2004. № 11, 12. Журнал «Наш современник», № 4, 2005, с. 265—275.
- Наталья Данилова. «Откровение современности». Антология «Наш современник», том четвёртый, критика, Москва, 2007, с. 459—476.
- Ирина Лангуева-Репьёва, «Любовь одна пред Богом». Газета «Завтра», № 25, июнь, 2005, с. 7.
- Капитолина Кокшенёва. «Не спасавший России, не спасётся и сам». О романе Веры Галактионовой «5/4 накануне тишины». Журнал «Балтика», 2/2005, с. 69-80.
- Анна и Константин Смородины. «От острова Матёра к острову Буяну». Молодёжный журнал «Странник», № 3, Саранск, май, июнь 2006, с. 69−72.
- Анна и Константин Смородины. «От острова Матёра к острову Буяну». В поисках третьей правды. «Литературная Россия» № 28, 14.07. 2006, с. 10.
- Владимир Бондаренко, «Самосожжение любовью». Газета «День литературы» № 02, февраль 2007, с. 6.
- Капитолина Кокшенёва. «Русская критика», Москва, Издательский дом «ПоРог», 2007, с. 463−489)
- Сергей Куняев, «Жертвенная чаша», Москва, издательство «Голос», 2007.
- Владимир Бондаренко. «Поколение одиночек». Изд. ИТРК, Москва, 2008, с. 76−88.
- Александр Вавжиньчак. Uniwersytet Jagiellonski. «Человек — империя — история. О романе Веры Галактионовой 5/4 накануне ти-шины» Przeglad Rusycystyczny № 1, 2010. Katowice. С. 19-34.
- Вероника Васильева. «Бывшие». Журнал «Москва», № 5, 2011, Москва, с. 207—211.
- Станислав Чумаков. «Знаки гибели и надежды». О романе Веры Галактионовой «Спящие от печали». «День литературы», № 7, 2011.
- Маргарита Ботте. «Узники и воля». «День литературы» № 6 (188), 2012.
- Капитолина Кокшенёва. «Чей ты сын? Чья ты дочь?» «Свой», журнал для просвещённого консерватора от Никиты Михалкова, № 4, апрель 2013, с. 16-21.
- В. В. Агеносов > История русской литературы XX века в 2 ч.. Учебник для академического бакалавриата. М.,2013.
- Капитолина Кокшенёва. «С красной строки». Главные лица русской литературы. «Роман-крест Веры Галактионовой. Русские вне русского мира». М., 2015. Изд. «У Никитских ворот».
- Лев Аннинский. «Музыка ветров». Журнал «Юность» № 6 (749), 2018.
- Александр Факторович. «Великая Анна: новый голос в поиске истины?». Журнал «Родная Кубань», № 3, 2018 г.
- Яна Сафронова. «Пора лихолетий» (Новейшее время в романе Веры Галактионовой "Спящие от печали"). Журнал «Подъём», №3, 2019 г.